# Ace Troubleshooter
Ace Troubleshooter foi uma banda de pop punk norte-americana, formada em 1996 em Plymouth, Minnesota, extinta em 2004.

## História
Os amigos de infância Isaac Deaton, John Warne, Josh Abbott e Ben Dewey tinham o sonho de criar uma banda e olhavam para bandas como Rancid, Green Day, Sunny Day Real Estate e Weezer,. tentando seguir os seus passos.
Já tocaram ao lado de bandas do mesmo género, como MxPx, Five Iron Frenzy e Thousand Foot Krutch, ganhando uma base de seguidores.

## Discografia[1]
- Back in the Shootin' Match (1996)
- Don't Stop a Rockin' (1999)
- Ace Troubleshooter (2000)
- The Madness of the Crowds (2002)
- It's Never Enough	(2004)

## Membros[1]
Ex-integrantes
- John Warne — vocal, guitarra
- Toby Zimmerman — guitarra
- Joe Krobe — vocal de apoio, baixo
- Josh Abbott — bateria
- Ben Dewey — baixo
- Cody Oaks — baixo
- Isaac Deaton — guitarra, vocal de apoio